# Consistórios de Honório IV
Honório IV (1285-1287) criou apenas um novo cardeal durante o seu papado. Isso foi realizado em 22 de dezembro de 1285:
1. Giovanni Boccamazza, arcebispo de Monreale e cardeal-sobrinho de Sua Santidade - cardeal-bispo de Frascati, † 10 de agosto de 1309